# Grande Prêmio da Itália de 1976
Resultados do Grande Prêmio da Itália de Fórmula 1 realizado em Monza em 12 de setembro de 1976. Décima terceira etapa do campeonato, nele o sueco Ronnie Peterson conseguiu a última vitória da March-Ford. No entanto a grande notícia do fim de semana foi o retorno de Niki Lauda às pistas 42 dias após o gravíssimo acidente sofrido em Nürburgring conseguindo o quarto lugar na prova.

## Resumo

### Punição a James Hunt
Doze dias após o Grande Prêmio da Itália o Tribunal de Recursos da Comissão Esportiva Internacional (CSI), vinculado à FIA, julgou em Paris um recurso interposto por Ferrari, Brabham, Tyrrell e Fittipaldi contra a vitória de James Hunt no Grande Prêmio da Grã-Bretanha de 1976 alegando infração ao seguinte trecho do regulamento: "os pilotos que não voltarem aos boxes com os seus carros, só podem largar na última fila". No caso em questão a McLaren de Hunt não regressou por seus próprios meios e sim empurrada pelos mecânicos. Diante do exposto o tribunal cassou a vitória do britânico e assim Niki Lauda (que esteve presente ao julgamento, mas preferiu regressar a Viena) alargou a vantagem sobre James Hunt de cinco (61 a 56) para dezessete pontos (64 a 47), pois o austríaco, outrora o segundo colocado, foi proclamado vencedor em Brands Hatch.
No mesmo dia negaram um recurso contra a decisão que restituiu a vitória de James Hunt no Grande Prêmio da Espanha de 1976 evitando um prejuízo maior ao reclamado e sua equipe. Mesmo assim a decisão tomada pela CSI quanto ao Grande Prêmio da Grã-Bretanha de 1976 entrou para a história como a primeira vez que um piloto de Fórmula 1 teve sua vitória cassada nos tribunais.

## Classificação da prova
| Pos. | Nº | Piloto                   | Construtor         | Voltas | Tempo/Diferença        | Grid | Pontos |
| ---- | -- | ------------------------ | ------------------ | ------ | ---------------------- | ---- | ------ |
| 1    | 10 | Ronnie Peterson          | March-Ford         | 52     | 1:30:35.6              | 8    | 9      |
| 2    | 2  | Clay Regazzoni           | Ferrari            | 52     | + 2.3                  | 9    | 6      |
| 3    | 26 | Jacques Laffite          | Ligier-Matra       | 52     | + 3.0                  | 1    | 4      |
| 4    | 1  | Niki Lauda               | Ferrari            | 52     | + 19.4                 | 5    | 3      |
| 5    | 3  | Jody Scheckter           | Tyrrell-Ford       | 52     | + 19.5                 | 2    | 2      |
| 6    | 4  | Patrick Depailler        | Tyrrell-Ford       | 52     | + 35.7                 | 4    | 1      |
| 7    | 9  | Vittorio Brambilla       | March-Ford         | 52     | + 43.9                 | 16   |        |
| 8    | 16 | Tom Pryce                | Shadow-Ford        | 52     | + 52.9                 | 15   |        |
| 9    | 35 | Carlos Reutemann         | Ferrari            | 52     | + 57.5                 | 7    |        |
| 10   | 22 | Jacky Ickx               | Ensign-Ford        | 52     | + 1:12.4               | 10   |        |
| 11   | 28 | John Watson              | Penske-Ford        | 52     | + 1:42.2               | 26   |        |
| 12   | 19 | Alan Jones               | Surtees-Ford       | 51     | + 1 volta              | 18   |        |
| 13   | 6  | Gunnar Nilsson           | Lotus-Ford         | 51     | + 1 volta              | 12   |        |
| 14   | 18 | Brett Lunger             | Surtees-Ford       | 50     | + 2 voltas             | 24   |        |
| 15   | 30 | Emerson Fittipaldi       | Fittipaldi-Ford    | 50     | + 2 voltas             | 20   |        |
| 16   | 24 | Harald Ertl              | Hesketh-Ford       | 49     | Semieixo               | 19   |        |
| 17   | 38 | Henri Pescarolo          | Surtees-Ford       | 49     | + 3 voltas             | 22   |        |
| 18   | 37 | Alessandro Pesenti-Rossi | Tyrrell-Ford       | 49     | + 3 voltas             | 21   |        |
| 19   | 17 | Jean-Pierre Jarier       | Shadow-Ford        | 47     | + 5 voltas             | 17   |        |
| Ret  | 7  | Rolf Stommelen           | Brabham-Alfa Romeo | 41     | Sistema de combustível | 11   |        |
| Ret  | 34 | Hans-Joachim Stuck       | March-Ford         | 23     | Acidente               | 6    |        |
| Ret  | 5  | Mario Andretti           | Lotus-Ford         | 23     | Acidente               | 14   |        |
| Ret  | 11 | James Hunt               | McLaren-Ford       | 11     | Spun Off               | 24   |        |
| Ret  | 40 | Larry Perkins            | Boro-Ford          | 8      | Motor                  | 13   |        |
| Ret  | 8  | José Carlos Pace         | Brabham-Alfa Romeo | 4      | Motor                  | 3    |        |
| Ret  | 12 | Jochen Mass              | McLaren-Ford       | 2      | Ignição                | 25   |        |
| DNS  | 25 | Guy Edwards              | Hesketh-Ford       |        | Retirou-se             |      |        |
| DNS  | 20 | Arturo Merzario          | Wolf-Williams-Ford |        | Retirou-se             |      |        |
| DNS  | 39 | Otto Stuppacher          | Tyrrell-Ford       |        | Ausente                |      |        |

## Tabela do campeonato após a corrida
| Pos. | Piloto            | Pontos |
| ---- | ----------------- | ------ |
| 1    | Niki Lauda        | 64     |
| 2    | James Hunt        | 47     |
| 3    | Jody Scheckter    | 40     |
| 4    | Clay Regazzoni    | 28     |
| 5    | Patrick Depailler | 27     |

| Pos. | Construtor   | Pontos |
| ---- | ------------ | ------ |
| 1    | Ferrari      | 76     |
| 2    | McLaren-Ford | 53     |
| 3    | Tyrrell-Ford | 53     |
| 4    | Ligier-Matra | 20     |
| 5    | Penske-Ford  | 19     |

- Nota: Somente as primeiras cinco posições estão listadas. A temporada de 1976 foi dividida em dois blocos de oito corridas onde cada piloto descartaria um resultado. Neste ponto esclarecemos: na tabela dos construtores figurava somente o melhor colocado dentre os carros do mesmo time.